# سولودنیکی
سولودنیکی (به لاتین: Solodniki) یک منطقهٔ مسکونی در روسیه است که در استان آستراخان واقع شده‌است.